# Studie případů
Studie případů (case control) sleduje rizika (exposure) u nemocných, porovnává je s kontrolní skupinou zdravých. Patří mezi nejčastější a nejlevnější studie. Zpravidla ji provádějí lékaři ve svých ordinacích a to tak, že zaznamenávají případy nemocných, rozdělí je na nemocné s rizikem a nemocné bez rizika. Jako kontrolní skupina jim slouží zdraví, z nichž někteří mají riziko, jiní ne. Výpočtem stanoví, kolikrát častěji se riziko vyskytuje u nemocných než u zdravých.
To znamená, že se na případy dívají zpětně, proto se jim říká retrospektivní studie.
Výstupem je ukazatel OR (odds ratio), šance onemocnění.
Epidemiologická tabulka 2x2 pro studie případů (case-control study)
| Studie případů (case-control) | s rizikem | bez rizika |
| ----------------------------- | --------- | ---------- |
| skupina nemocných             | a         | b          |
| Skupina zdravých              | c         | d          |

OR=(a/b)/(c/d)

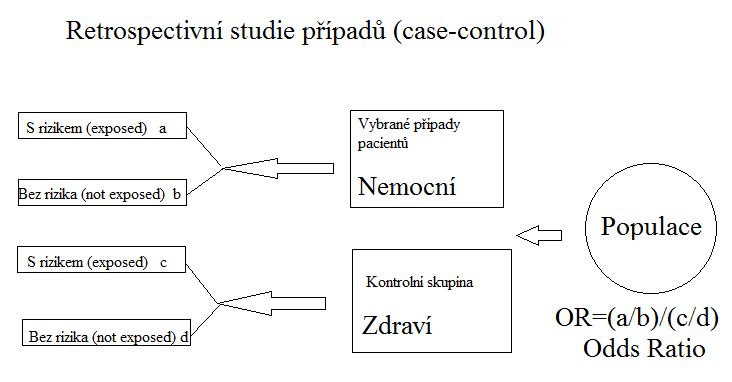
retrospektivní studie případů (case-control study)

Tento typ studie neslouží primárně k odhalení rizika, přesto lze tímto způsobem riziko dokázat. Udává nám, kolikrát se ve skupině nemocných vyskytuje riziko častěji než v kontrolní skupině, tedy šanci onemocnět.
Kohortové studie počítají RR (relativní risk), u studií případů počítáme OR (odds ratio).
RR a OR mají velice podobné hodnoty, vyjadřují asociaci mezi konkrétním rizikem a nemocí, oba ukazatele lze použít pro stejný účel – vyčíslení rizika. Například u kouření se riziko vypočítalo právě ze studie případů a bylo konstatováno, že kuřáci mají o 87% větší šanci onemocnět rakovinou plic. Doll R, Hill AB (1956). "Lung cancer and other causes of death in relation to smoking; a second report on the mortality of British doctors". Br Med J. 2 (5001): 1071–81.)